# Six Cent Mille Francs par mois
Ne doit pas être confondu avec 600 000 francs par mois.
Pour les articles homonymes, voir 600 000 francs par mois (homonymie).
Pour plus de détails, voir Fiche technique et Distribution.
Six Cent Mille Francs par mois ou 600.000 Francs par mois est un film français réalisé par Léo Joannon et sorti en 1933.

## Fiche technique
- Titre original : Six Cent Mille Francs par mois
- Titre secondaire : 600.000 Francs par mois[1]
- Réalisation : Léo Joannon
- Scénario : André Mouézy-Éon et Albert-Jean d'après sa pièce éponyme[1], elle-même adaptée d'après le roman 600.000 Francs par mois de Jean Drault (publié en 1922)
- Dialogue : René Pujol
- Photographie : Nicolas Toporkoff
- Musique : Jane Bos
- Directeur de production : Maurice de Canonge
- Société de production : Norma Film
- Producteur : Bernard Natan
- Pays :  France
- Format : Noir et blanc - 1,33:1 - 35 mm - son mono
- Genre : Comédie
- Durée : 75 minutes
- Date de sortie :
  - France - 1er septembre 1933

## Distribution
- Jean Aymé : Colchester
- Georges Biscot : Galupin
- Louis Florencie : Bique
- Pierre de Guingand : John Durand
- Maximilienne : Madame Brochet
- Germaine Michel : Madame Galupin
- Marthe Mussine : L'ambassadrice
- Edmond Roze : L'ambassadeur
- Suzette Comte : Anna
- Jacques Luce : Bernard
- Véra Pharès : Rose
- Suzanne Dorian
- Monique Joyce